# Banho-maria

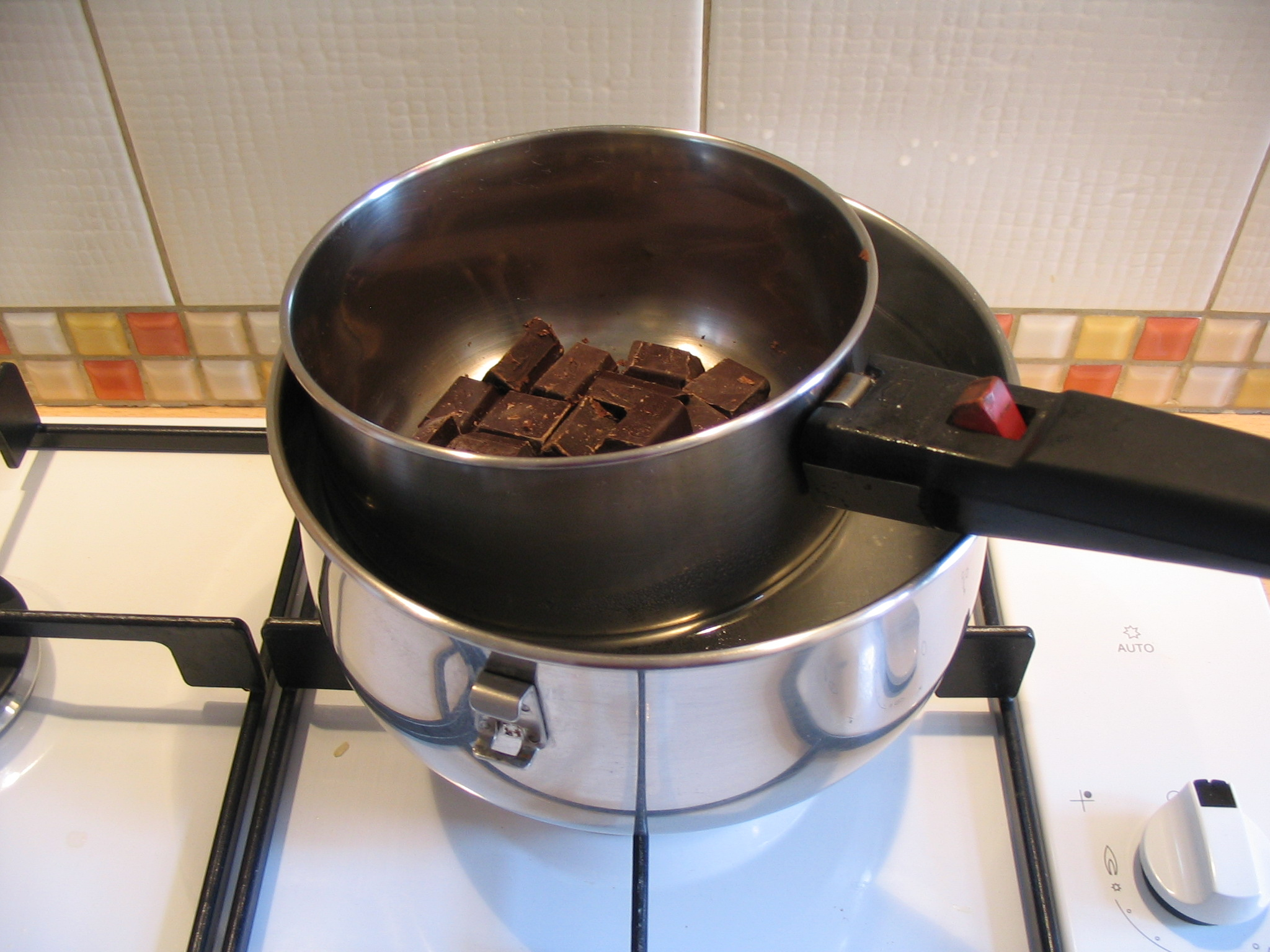
Chocolate sendo derretido em banho-maria.

Banho-maria (em francês: bain-marie) é um método científico utilizado tanto em laboratórios químicos, na indústria (culinária, farmacêutica, cosmética, conservas, etc.) e na cozinha caseira para aquecer lenta e uniformemente qualquer substância líquida ou sólida num recipiente, através do contato com o vapor de água em um recipiente inferior. O banho-maria é uma técnica muito comum na culinária francesa, já que nela se exige precisão e controle sobre os ingredientes. O processo recebe o nome em honra à famosa alquimista, Maria, a Judia, a quem atribui-se a invenção do processo. As substâncias nunca são submetidas a uma temperatura superior a 100 °C, no caso de utilização de água, pois a temperatura de ebulição em condições normais de temperatura e pressão é de mais ou menos 100 °C. Temperaturas elevadas podem ser atingidas usando óleos vegetais, como, por exemplo, o de baixo custo e facilmente disponível óleo de soja.

## Banho-maria no fogão
O banho-maria no fogão é o método mais popular de fazer banho-maria. O uso dessa técnica é muito comum no preparo de ganaches, leite condensado cozido, derretimento e temperagem de chocolate e também acondicionar conservas caseiras.
O método segue simples passos para ser executado de maneira correta:
1. Separe uma panela e adicione água até cerca de 1/3 da capacidade total dela;
2. Adicione o(s) ingrediente(s) ou preparo que pretende submeter ao cozimento dentro de um recipiente próprio para banho-maria (exemplo: tigela de vidro ou inox), com o mesmo diâmetro que a panela ou ligeiramente superior, para que este não encoste na água da panela;
3. Encaixe o recipiente com o alimento dentro ou por cima da panela com água - este recipiente não deve encostar na água da panela;
4. Leve a panela a fervura e aguarde o derretimento ou cozimento do alimento

O banho-maria no fogão é indicado sobretudo para alimentos delicados como o chocolate e a gelatina.

## Banho-maria no forno
Além do banho-maria no fogão é possível fazer banho-maria no forno. Neste caso a intenção é cozinhar em banho-maria um alimento durante longos minutos ou algumas horas, pois a temperatura a que o alimento é exposto é superior ao que acontece com o banho-maria no fogão.
O banho-maria no forno é usado sobretudo para cozinhar preparações com grande quantidade de ovos, como é o caso dos pudins, ou para fazer o crème brûlée tradicional (leite creme francês).
Para a realização do banho-maria no forno, deve-se seguir alguns passos:
1. Ferva a água a ser utilizada numa chaleira.
2. Coloque o(s) recipiente(s) em uma forma maior, a ser utilizada de suporte e leve ao forno.
3. Com o forno ainda aberto e já pré-aquecido, adicione a água quente na forma e feche o forno.

Dicas: A água não deve ultrapassar ¾ da altura da forma e deve ser reposta, conforme sua evaporação. Para sua segurança, não caminhe com um recipiente com água quente.
Muitos cozinheiros colocam uma toalha no fundo da forma em que realizarão o banho-maria para que o recipiente não entre em contato com a forma quente, em preparações mais delicadas. A toalha impede que a água circule por baixo do recipiente, impedido o aumento súbito da temperatura, podendo comprometer o cozimento.

## Banho-maria invertido
O banho-maria também é muito comum para o resfriamento rápido de alimentos, trocando a água fervente por uma água com gelo ou simplesmente muito gelada. Neste método, a utilização de utensílios de inox é mais apropriada. O molho holandês se baseia nessa técnica.

## Outros usos
Este procedimento é utilizado no laboratório em provas sorológicas, outros procedimentos que necessitem de incubação, aglutinação, inativação, em farmácia e também na indústria. O uso mais comum do meio que aquece o material é a água, mas pode também ser utilizado azeite. Utilizado em laboratórios para aquecer substâncias líquidas e sólidas que não podem ser expostas diretamente no fogo e que precisam de ser aquecidas lenta e uniformemente.
A técnica também é utilizada em bares e padarias para reaquecer leite ou café, evitando que eles fiquem com um "gosto ruim". Depois de preparado, o café, por exemplo, consiste numa solução aquosa de muitas substâncias. Assim, por causa do efeito ebulioscópico, essa solução somente ferve a uma temperatura superior ao ponto de ebulição da água pura (aproximadamente 100 ºC). Desse modo, sendo aquecido em banho-maria, o café nunca irá ferver, conservando um pouco melhor seu aroma e sabor.